# Clinton Smith
Clinton Smith, né le 19 janvier 1964 à Cleveland, est un joueur américain de basket-ball.

## Biographie

### Carrière universitaire (1982-1986)
Clinton Smith commence le basket-ball au lycée John Adams de Cleveland. En 1982, il rejoint la NCAA en intégrant l'effectif de l'université d'État de l'Ohio. Après saison dans l'Ohio, il part joueur de le community college de Central Arizona. Lors de cette saison, il marque 20,3 points par match. Toutefois, il n'y reste qu'une saison. Ses deux dernières saisons universitaire s'effectue dans l'université d'État de Cleveland. Adroit au tir, bon rebondeur et des qualités de bon défenseur font de lui un prétendant à la draft de la NBA de 1986. Il est drafté au cinquième tour, en 97e position par les Warriors de Golden State. Également, Clinton Smith est drafté en USBL, au douzième tour de l’Open Phase, en 81e position par Wilwood.

### Carrière professionnelle (1986-1997)
Pour sa première saison en tant que rookie aux Warriors du Golden State est de bonne facture. En 8 minutes de jeu par match, Clinton Smith compile 3,1 points, 1,1 passe décisive, 1,4 rebond pour un total de 6 d'évaluation. Lors de la saison 1989-1990, Smith part pour les Patroons d'Albany (CBA). En 1990-1991, Clinton Smith fait une excellente saison. Il remporte le championnat de la conférence Est de CBA avec Albany. À l'issue de la fin de saison, Clinton Smith est élu meilleur défenseur de l'année en CBA. Sur le plan statistique, il émerge à 15 points, 7 passes, 6,2 rebonds, 2,2 interceptions en moyenne durant la saison 1990-1991. Ce succès lui vaut de revenir pour 5 matchs, la même saison, en NBA avec les Bullets de Washington. Puis après une courte période en NBA, Clinton part au Limoges CSP. Il ne joue que deux matchs. À partir de la saison 1991-1992 jusqu'en 1996-1997, Clinton Smith joue en CBA sous les couleurs de Fort Wayne Fury, Albany Patroons et Rapid City Thrillers. En 1997, il arrête le basket-ball.

## Palmarès
- 1990-1991 : Vainqueur de la Conférence Est de CBA avec Albany
- 1990-1991 : Finaliste du championnat de France N1A avec Limoges

## Distinctions
- 1985-1986 : Membre de la AMCU-8 first team
- 1985-1986 : Membre de la AMCU-8 all-tournament team
- 1990-1991 : Élu meilleur défenseur de l’année de CBA